# BSC Salzburg
BSC Salzburg ist ein Basketballverein aus der Stadt Salzburg. Er wurde 2008 von Martin Schneider und Andrea Hopfgartner gegründet und stellt neben der BBU Salzburg einen der beiden Nachfolgevereine der Salzburger Traditionsklubs UBBC Salzburg und SC Wüstenrot Salzburg dar. Die größten Erfolge sind die Teilnahme an der höchsten österreichischen Spielklasse (AWBL) in der Saison 2010/11 und der Sieg der Westliga (zu diesem Zeitpunkt die zweithöchste Liga) im Jahr darauf. Seit der Saison 2012/13 nimmt die Damenmannschaft in Kooperation mit der TuS Mitterfelden am Spielbetrieb des deutschen Basketballverbands teil.

## Saisonleistungen Herrenteam
Saisonleistungen Herrenteams im Überblick:
| Saison  | Liga                | Trainer          | Platzierung                               |
| ------- | ------------------- | ---------------- | ----------------------------------------- |
| 2013/14 | Landesliga Salzburg | Martin Schneider | 5. (von 5)                                |
| 2014/15 | Landesliga Salzburg | Martin Schneider | 1. (von 5), Sieger im Playoff und Meister |
| 2015/16 | Landesliga Salzburg | -                | 5. (von 5)                                |
| 2016/17 | Landesliga Salzburg | Jamie Kohn       | 3. (von 5), Sieger im Playoff und Meister |
| 2017/18 | Landesliga Salzburg | Jamie Kohn       |                                           |

## Saisonleistungen Damenteam
Die Saisonleistungen des Damenteams im Überblick:
| Saison  | Liga                                                | Trainer                                                | Platzierung                                                 |
| ------- | --------------------------------------------------- | ------------------------------------------------------ | ----------------------------------------------------------- |
| 2005/06 | Landesliga Oberösterreich (Österreich)              | André Bout                                             | Teilnahme außer Konkurrenz                                  |
| 2006/07 | Kreisliga Südost Oberbayern (Deutschland)           | André Bout, Martin Schneider (ab Oktober 2006)         | Teilnahme außer Konkurrenz                                  |
| 2007/08 | Westliga (Österreich)                               | Martin Schneider                                       | 4. (von 4)                                                  |
| 2008/09 | Zweite Bundesliga (Österreich)                      | Martin Schneider                                       | 8. (von 12)                                                 |
| 2009/10 | Zweite Bundesliga (Österreich)                      | Martin Schneider                                       | 8. (von 12)                                                 |
| 2010/11 | Erste Bundesliga (Österreich)                       | Elisabeth Buchegger, Martin Schneider (ab Jänner 2011) | 9. (von 10)                                                 |
| 2011/12 | Westliga (Österreich)                               | Martin Schneider                                       | 1. (von 4) im Grunddurchgang, Sieger im Playoff und Meister |
| 2012/13 | Bezirksklasse Kreis Südost Oberbayern (Deutschland) | Tino Janson                                            | 2. (von 7), Aufstieg                                        |
| 2013/14 | Bezirksliga Ost Oberbayern (Deutschland)            | Tino Janson, Martin Schneider (ab Jänner 2014)         | 1. (von 8), Meister und Aufstieg                            |
| 2014/15 | Bezirksoberliga Oberbayern (Deutschland)            | Birgit Schneider, Jamie Kohn (ab Oktober 2014)         | 4. (von 10)                                                 |
| 2015/16 | Bezirksoberliga Oberbayern (Deutschland)            | Enes Tadzic                                            | 3. (von 10)                                                 |
| 2016/17 | Bezirksoberliga Oberbayern (Deutschland)            | Enes Tadzic                                            | 2. (von 10), Aufstieg                                       |
| 2017/18 | Bayernliga (Deutschland)                            | Enes Tadzic                                            |                                                             |